# Kancsou
Kancsou (egyszerűsített kínai írással: 赣州) prefektúra szintű város Kínában, Csianghszi tartományban. Lakosainak száma 8 970 014 fő (2020).

## Népesség
| Lakosok száma | 7 396 873 | 8 368 447 | 8 970 014 |
|               | 2000      | 2010      | 2020      |

## Közlekedés

### Vasúti
A városból indul a Kancsou–Sencsen nagysebességű vasútvonal és a Nancsang–Kancsou nagysebességű vasútvonal.

## Testvérvárosok
- Freetown